# 曹
曹（そう）は部屋を意味する漢字。転じて漢字圏の官制における名称となった。近代日本ではもっぱら軍隊における階級区分の1つとして用いられる。

## 官制における曹
曹は中国律令官制においておおむね六部の下に置かれる所司である。周辺諸王朝ではへりくだって中国王朝の六部にあたるものを曹としている。日本の律令官制においては近衛府における将曹、鎮守府における軍曹などもっぱら軍制における官職である。近衛大将を曹司ともいう。近代軍制の階級呼称は衛府の官制から将佐尉曹の順に充てていったものである。

### 李氏朝鮮における六曹
六曹すべてにその権能に応じた司法権が付帯する。長官は判書と呼ばれる。以下参判、参議、正郎、佐郎と続く。
- 吏曹 - 官制と人事担当
科挙合格者のうちから最も優秀な人物を選抜し、その合格者からの中央あるいは地方の官職への任命、人事管理、罷免などの任務を負う。ただし八道の知事のような要職や高官の任免は閣議を経て国王が決定する。
- 戸曹 - 財政担当
貨幣の鋳造のほか、人口調査や、道あるいは郡県ごとの租税や貢納の割り当て、出納の監督、帳簿の点検、不当徴税の禁止、凶作時に対する備蓄などの対策に関する任務を負う。
- 礼曹 - 王室業務・儀礼担当
科挙を施行する他、王室業務ならびに国家の祭祀に関する業務の全般、公的な場における礼儀作法の監督、儒教の民衆への教化などに関する任務を負う。
- 兵曹 - 軍事担当
武官の選任、徴兵、軍需品の調達・管理、王宮の警護、儀仗、歩哨などの任務を負う。
- 刑曹 - 刑事担当
刑法の遵守や裁判所の機能と監督などに関する任務を負う。
- 工曹 - 公共事業その他の社会事業担当
宮廷・公共建造物・交通路等の普請や維持管理、商工業一般を担当する任務を負う。

## 自衛隊における階級としての曹
自衛官の階級区分の一つで、准尉の下、士の上。曹長、一等曹、二等曹、三等曹に分かれる。旧軍等の下士官に相当する。曹は警察における巡査部長に相当する。
曹を養成する課程には、高等工科学校生徒、一般曹候補生がある（自衛隊生徒、一般曹候補学生及び曹候補士は廃止）。

### 陸上自衛隊
陸上自衛隊の曹は、陸曹と呼称する。
- 陸曹長
- 一等陸曹
- 二等陸曹
- 三等陸曹

### 海上自衛隊
海上自衛隊の曹は、海曹と呼称する。
- 海曹長
- 一等海曹
- 二等海曹
- 三等海曹

### 航空自衛隊
航空自衛隊の曹は、空曹と呼称する。
- 空曹長
- 一等空曹
- 二等空曹
- 三等空曹